# Арата (Кунео)
Арата је насеље у Италији у округу Кунео, региону Пијемонт.
Према процени из 2011. у насељу је живело 7 становника. Насеље се налази на надморској висини од 1400 м.